# آنتونیو لوپز دو سانتا آنا
آنتونیو لوپس د سانتا آنا (به اسپانیایی: Antonio de Padua María Severino López de Santa Anna y Pérez de Lebrón) (متولد ۲۱ فوریه ۱۷۹۴ – مرگ ۲۱ ژوئن ۱۸۷۶) سیاستمدار و ژنرال مکزیکی و ۵ دوره رئیس جمهور مکزیک بود. شهرت او بیشتر بخاطر فعالیتهای او در استقلال مکزیک از اسپانیا، و نیز حکومت بر مکزیک بود.
ژنرال سانتا آنا در سال ۱۸۳۶ در نبرد سان یاسینتو از سام هیوستون تگزاسی شکست سختی خورد که منجر به استقلال تگزاس از مکزیک و تشکیل جمهوری تگزاس شد.

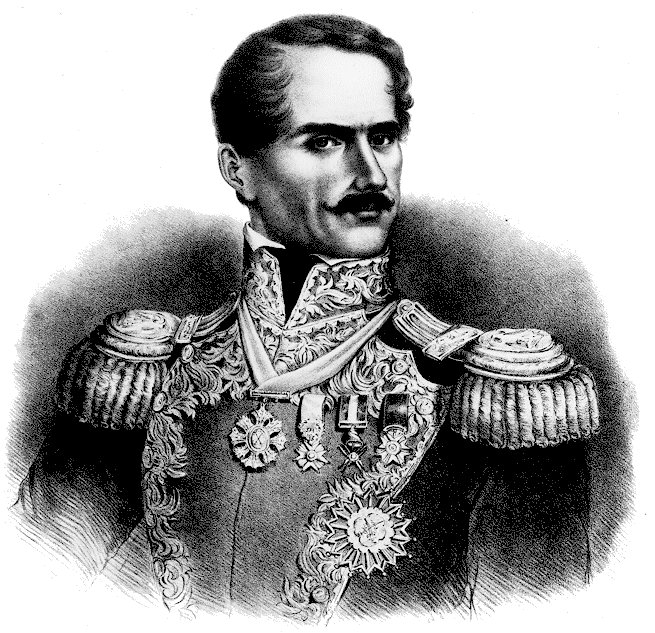